# 汤旺河兴安石林森林公园
汤旺河兴安石林森林公园位于中国黑龙江省伊春市, 属于小兴安岭山脉, 海拔354-703米。以红松针叶、阔叶混交原始林为主, 主要植物有云杉、落叶松和白桦等。